# Рио-Пас
Рио-Пас (исп. Río Paz) — река в Центральной Америке, на юге Гватемалы и западе Сальвадора. Имеет длину в 134 км и служит разделительной линией на границе между этими государствами.

## Описание
Исток находится в горах Кесада, близ вулкана Амайо, на северо-западе департамента Хутьяпа в Гватемале. Впадает в Тихий океан, в 16 км к юго-западу от городка Сан-Франсиско-Менендес в департаменте Ауачапан в Сальвадоре. Бассейн реки охватывает площадь в 1 732 км² в Гватемале и 1 929 км² в Сальвадоре.
По течению пересекает три климатические зоны: в верхней части — горные леса, в средней — поросшие кустарниками равнины и в нижней — плантации сахарного тростника, а у устья мангровые заросли. Одним из самых известных видов реки является побережье вблизи городка Лас-Чинамас в департаменте Ауачапан.
С 2009 года ведутся подготовительные работы по строительству двух гидроэлектростанций на реке — Эль-Хобо (72 мегаватт) и Пьедра-де-Торо (66 мегаватт), которые обе страны планируют эксплуатировать совместно. В мае 2010 года, из-за проливных дождей, река вышла из берегов и затопила пропускные пункты на границы между Сальвадором и Гватемалой.